# 連璧
連璧（？—？），字訥珍，號雙倫，山东兖州府曹州人。

## 生平
崇祯十二年（1639年）己卯科山东乡试举人，崇祯十三年（1640年）庚辰科進士，礼部观政，官山西临汾县知县，丁父忧归。

## 家族
父連峯，號太華，王铎曾作《隐君连太华墓志铭》。